# Franco Udella
Franco Udella (ur. 25 lutego 1947 w Cagliari) – włoski bokser, pierwszy zawodowy mistrz świata kategorii junior muszej.

## Kariera w boksie amatorskim
Wystąpił na igrzyskach olimpijskich w 1968 w Meksyku w wadze papierowej (do 48 kg), ale przegrał pierwszą walkę. Na mistrzostwach Europy w 1969 w Bukareszcie zdobył srebrny medal w tej kategorii wagowej, po pokonaniu m.in. Romana Rożka w półfinale i porażce z György Gedó w finale. Odpadł w ćwierćfinale na kolejnych mistrzostwach Europy w 1971 w Madrycie, również  po przegranej z Gedó, a na igrzyskach olimpijskich w 1972 w Monachium wystartował w wadze muszej (do 51 kg), odpadając po drugiej walce, którą przegrał z Borisem Zoriktujewem z ZSRR.
Był mistrzem Włoch w wadze muszej w 1970 i 1971 oraz wicemistrzem w 1972.

## Kariera w boksie zawodowym
W grudniu 1972 Udella stoczył pierwsze walki zawodowe. Po stoczeniu 18 walk, z których tylko 2 przegrał, zmierzył się 20 lipca 1974 w Lignano Sabbiadoro w pojedynku o mistrzostwo świata WBC kategorii muszej z obrońcą tytułu Betulio Gonzálezem, ale przegrał przez techniczny nokaut w 10. rundzie. W następnej walce 25 października tego roku w Mediolanie zdobył wakujący tytuł mistrza Europy (EBU) w wadze muszej po pokonaniu Pedro Molledo.
W 1975 WBC zdecydowała się utworzyć nową kategorię wagową –  junior muszą z limitem wagi do 108 funtów. Do pojedynku o pierwsze mistrzostwo świata w tej kategorii zostali wyznaczeni Udella i Valentín „Duende” Martínez. Walka odbyła się 4 kwietnia 1975 w Mediolanie. W 12. rundzie Udella, który do tej pory prowadził na punkty, otrzymał ciężki cios w nerki, po którym nie był zdolny do kontynuowania pojedynku i wygrał przez dyskwalifikację rywala. Nie piastował długo tytułu mistrzowskiego, ponieważ w sierpniu tego roku został go pozbawiony z powodu niemożności walki z Rafaelem Loverą. Pozostał jednak nadal mistrzem Europy w wadze muszej.
18 lipca 1976 w Caracas ponownie spróbował zdobyć mistrzostwo WBC w wadze junior muszej, ale obrońca tytułu Luis Estaba znokautował go w 3. rundzie. Później Udella kilkakrotnie skutecznie bronił tytułu mistrza Europy wagi muszej, aż 1 maja 1979 w Londynie Charlie Magri pokonał go na punkty. Była to ostatnia walka bokserska Udelli.